# Voleibol als Jocs Olímpics d'Estiu del 2000
Als Jocs Olímpics d'Estiu del 2000 celebrats a la ciutat de Sydney (Austràlia) es disputaren 2 competicions de voleibol, una en categoria masculina i una altra en categoria femenina. La competició se celebrà entre els dies 16 de setembre i 1 d'octubre del 2000 al The Dome.

## Comitès participants
Hi participaren un total de 279 jugadors, entre ells 141 homes i 138 dones, de 17 comitès nacionals diferents:
| Categoria masculina - Argentina - Austràlia - Brasil - Corea del Sud - Cuba - Egipte - Espanya - Estats Units - Itàlia - RF Iugoslàvia - Països Baixos - Rússia | Categoria femenina - Alemanya - Austràlia - Brasil - Corea del Sud - Croàcia - Cuba - Estats Units - Itàlia - Kenya - Perú - Rússia - R.P. de la Xina |

## Resum de medalles
| Prova                       | Or | Argent | Bronze |
| Categoria masculina Detalls | RF Iugoslàvia Vladimir Batez · Slobodan Boškan · Andrija Gerić · Nikola Grbić · Vladimir Grbić · Slobodan Kovač · Đula Mešter · Vasa Mijić · Ivan Miljković · Veljko Petković · Goran Vujević · Igor Vušurović | Rússia Igor Choulepov · Valeri Goriouchev · Alexandre Guerassimov · Roman Iàkovlev · Alexei Kazakov · Vadim Khamouttskikh · Alexei Koulechov · Evgueni Mitkov · Ruslan Olikhver · Ilia Saveliev · Serguei Tetioukine · Konstantin Ushakov         | Itàlia Marco Bracci · Andrea Gardini · Andrea Giani · Pasquale Gravina · Marco Meoni · Samuele Papi · Andrea Sartoretti · Paolo Tofoli · Luigi Mastrangelo · Simone Rosalba · Mirko Corsano · Alessandro Fei |
| Categoria femenina Detalls  | Cuba Taismari Aguero · Zoila Barros · Regla Bell · Marlenis Costa · Ana Fernandez · Mirka Francia · Idalmis Gato · Lilia Izquierdo · Mireya Luis · Yumilka Ruiz · Marta Sanchez · Regla Torres                 | Rússia Ievguénia Artamónova · Anastassia Belikova · Lioubov Chachkova · Ekaterina Gamova · Elena Godina · Tatiana Gratcheva · Natalya Morozova · Olga Potachova · Inessa Sargsyan · Elizaveta Tichtchenko · Yelena Tiourina · Elena Vassilevskaia | Brasil Leila Barros · Virna Dias · Erika Coimbra · Janina Conceição · Kely Fraga · Ricarda Lima · Kátia Lopes · Walewska Oliveira · Elisângela Oliveira · Karin Rodrigues · Raquel Silva · Hélia Souza       |

## Medaller
| Posició | País          | Or | Argent | Bronze | Total |
| 1       | Cuba          | 1  | 0      | 0      | 1     |
| 1       | RF Iugoslàvia | 1  | 0      | 0      | 1     |
| 3       | Rússia        | 0  | 2      | 0      | 2     |
| 4       | Brasil        | 0  | 0      | 1      | 1     |
| 4       | Itàlia        | 0  | 0      | 1      | 1     |